# Saison 1989 de la Ligue canadienne de football
Chronologie
Saison précédente Saison suivante
1989 est la 32e saison de la Ligue canadienne de football et la 106e saison depuis la fondation de la Canadian Rugby Football Union en 1884.

## Événements
Le propriétaire des Tiger-Cats de Hamilton, Harold Ballard, vend l'équipe à David Braley (en).Cette vente est approuvée par la ligue le 24 février. En septembre, Murray Pezim se porte acquéreur des Lions de la Colombie-Britannique.
Les Argonauts de Toronto emménagent au SkyDome, tout juste complété.
En mars la Ligue canadienne de football met fin à son association avec la division canadienne des distilleries Schenley (en) pour l'attribution des trophées et des bourses aux joueurs les plus méritants de la saison, les trophées Schenley,. La presse mentionne que le nom Schenley était étroitement lié au football canadien et lui apportait une reconnaissance importante qui lui était utile pour se distinguer de ses compétiteurs que sont la Ligue nationale de hockey et la National Football League.
Malgré le retrait de Schenley, les trophées ont continué à exister, mais sans commanditaire officiel.

## Classements
| Clt   | Équipe                   | PJ | V  | D  | N | BP  | BC  | Pts |
| ----- | ------------------------ | -- | -- | -- | - | --- | --- | --- |
| +001, | Tiger-Cats de Hamilton   | 18 | 12 | 6  | 0 | 519 | 517 | 24  |
| +002, | Argonauts de Toronto     | 18 | 7  | 11 | 0 | 369 | 428 | 14  |
| +003, | Blue Bombers de Winnipeg | 18 | 7  | 11 | 0 | 408 | 462 | 14  |
| +004, | Rough Riders d'Ottawa    | 18 | 4  | 14 | 0 | 426 | 630 | 8   |

| Clt   | Équipe                           | PJ | V  | D  | N | BP  | BC  | Pts |
| ----- | -------------------------------- | -- | -- | -- | - | --- | --- | --- |
| +001, | Eskimos d'Edmonton               | 18 | 16 | 2  | 0 | 644 | 302 | 32  |
| +002, | Stampeders de Calgary            | 18 | 10 | 8  | 0 | 495 | 466 | 20  |
| +003, | Roughriders de la Saskatchewan   | 18 | 9  | 9  | 0 | 547 | 567 | 18  |
| +004, | Lions de la Colombie-Britannique | 18 | 7  | 11 | 0 | 521 | 557 | 14  |

## Séries éliminatoires

### Demi-finale de la division Ouest
- 12 novembre : Roughriders de la Saskatchewan 33 - Stampeders de Calgary 26

### Finale de la division Ouest
- 19 novembre : Roughriders de la Saskatchewan 32 - Eskimos d'Edmonton 21

### Demi-finale de la division Est
- 12 novembre : Blue Bombers de Winnipeg 30 - Argonauts de Toronto 7

### Finale de la division Est
- 19 novembre : Blue Bombers de Winnipeg 10 - Tiger-Cats de Hamilton 14

### 77ecoupe Grey
- 26 novembre : Les Roughriders de la Saskatchewan gagnent 43-40 contre les Tiger-Cats de Hamilton au SkyDome à Toronto (Ontario).

## Honneurs individuels
- Joueur par excellence : Tracy Ham (en) (QA), Eskimos d'Edmonton
- Joueur défensif par excellence : Danny Bass (en) (SEC), Eskimos d'Edmonton
- Joueur de ligne offensive par excellence :  Rod Connop (en) (C), Eskimos d'Edmonton
- Joueur canadien par excellence : Rocky DiPietro (en) (DI), Tiger-Cats de Hamilton
- Recrue par excellence : Stephen Jordan (en) (DD), Tiger-Cats de Hamilton